# Cholangiocarcinoom
Cholangiocarcinoom (galwegkanker) is carcinoom (kanker) van de galgangen (ductus choledochus) die gal afvoeren vanuit de lever naar de twaalfvingerige darm, uitmondend in de papil van Vater. Galwegkanker kent drie subtypes: Intrahepatisch (iCCA), perihilair (pCCA) en distaal cholangiocarcinoom (dCCA).
Galwegkanker kan alleen door middel van een operatie (whipple-operatie) behandeld worden, en heeft over het algemeen een ongunstige prognose.
De diagnose wordt gesteld door middel van een endoscopische retrograde cholangiopancreaticografie (ERCP) en de poging tot het afnemen van weefsel tijdens dit gecombineerde radiologisch-endoscopisch onderzoek.
Galwegkanker kan leiden tot verminderde galafvloed.

## Referentielijst
1. ↑  Blechacz, B (Jan 2017). Cholangiocarcinoma: Current Knowledge and New Developments. Gut and Liver 11(1): 13-26. PMID 27928095. PMC 5221857. DOI: 10.5009/gnl15568.